# Bloodwork (album)
Bloodwork – minialbum zespołu Wednesday 13. Wydany został 29 kwietnia 2008.

## Lista utworów
1. "B-Movie Babylon" – 5:02
2. "Return of the Living Dead" – 3:10
3. "Runnin' Down a Dream" (Tom Petty and the Heartbreakers cover) – 3:10
4. "I Love to Say Fuck" (2007 re-recording) – 4:57
5. "My Demise B.C." – 4:12
6. "Skeletons A.D." – 4:01